# Адем Зилкић
Адем Зилкић (Ораше код Тутина, 1956) је други реис-ул-улема Исламске заједнице Србије. На тој позицији изабран је у октобру 2007. године, уместо Хамдије Јусуфспахића и ту је остао све до 2016. године када га је наследио Сеад Насуфовић.

## Биографија
Адем Зилкић је рођен у селу Ораше код Тутина где је ишао у основну школу. Средњу верску школу медресу и Филозофски факултет, одсек за оријенталистику завршио је у Приштини. Од 1981. године био је имам у Тутину, а четири године касније постао је главни имам општинског одбора Исламске заједнице у Тутину. Један је од оснивача културног друштва муслимана „Пропород”, хуманитарног друштва „Мерхамет” и бошњачке библиотеке „Вехбија Хоџић” у Тутину.

### Избор за реис-ул-улему
у Србији је 2007. године дошло до раскола унутар исламске заједнице, формирана је Исламска заједница Србије са седиштем у Београду и Исламска заједница у Србији са седиштем у Новом Пазару. За вршиоца дужности изабран је београдски муфтија Хамдија Јусуфспахић, али је већ у октобру за реис-ул-улему изабран Адем Зилкић. Два пута је биран на по годину дана, да би 2010. године био изабран на дужност врховног поглавара Исламске заједнице Србије у трајању од пет година. За новог реис-ул-улему био је два кандидата, поред Адем Зилкића био је и муфтија србијански Мухамед Јусуфспахић. Непосредно пре гласања кандидатуру је повукао Мухамед Јусуфспахић па је на на Врховном сабору Исламске заједнице који је одржан у Новом Пазару за реис-ул-улему изабран Адем Зилкић.

### Смена са места реис-ул-улеме
У јуну 2016. године на седници Врховног сабора Исламске заједнице Србије која је одржана у Новом Пазару разрешен је дужности комплетан ријасет Исламске заједнице Србије на челу са реис-ул-улемом Адемом Зилкићем, као и србијански муфтија Мухамед Јусуфспахић. За новог србијанског муфтију постављен је Абдулах Нуман. Изабрани су и нови муфтија санџачки (Хасиб Суљовић) и нови муфтија прешевски (Неџмедин Сћипи). До избора новог реис-ул-улеме одлучено је да Исламску заједницу Србије водити повереништво сачињено од тројице муфтија (србијанског, санџачког и прешевског). Сеад Нусуфовић је изабран за новог реис-ул-улему 2. јула 2016. године, а свечано је устоличен у Бајракли џамији у Београду. Тиме је Зилкић напустио место реис-ул-улеме након девет година.